# アンダーソン・毛利・友常法律事務所
アンダーソン・毛利・友常法律事務所（アンダーソン・もうり・ともつね ほうりつじむしょ、Anderson Mōri & Tomotsune）は、日本の法律事務所。
日本の四大法律事務所の1つとされる。組合であるアンダーソン・毛利・友常法律事務所、弁護士法人アンダーソン・毛利・友常法律事務所、Anderson Mori & Tomotsune (Singapore) LLPおよびAnderson Mori & Tomotsune (Thailand) Co., Ltd.によって構成されており、香港Nakamura & Associates、ジャカルタH & A Partners、およびシンガポールDOP Law Corporationと提携している。

## 概要
2024年（令和6年）1月末現在、所属弁護士数は668人で、日本の法律事務所としては所属弁護士数第3位である。2005年（平成17年）1月1日に、当時の四大法律事務所の1つであったアンダーソン・毛利法律事務所と友常木村法律事務所が統合することで設立された。下記の経緯から設立当初より国際法務の強さが売りで、「国際法務のパイオニア」と評されている。
アンダーソン・毛利法律事務所は、1952年（昭和27年）の日本の主権回復直後に米国弁護士のジェームス・ビュウェル・アンダーソンにより設立された事務所に端を発する。占領軍統治下においては、1949年（昭和24年）制定の弁護士法の下、外国弁護士資格者（主に米国弁護士）は、最高裁の承認を得て弁護士会の準会員として、日本において特定の外国人又は外国法に関して法律事務を行うということができるという特例が認められていた。この特例は1955年（昭和30年）に終了したが、すでに準会員である外国弁護士資格者はその後も引き続き業務を行うことができた。アンダーソン・毛利法律事務所は、このような準会員法律事務所（外国弁護士資格者法律事務所）の1つとしてスタートした。現在やかつての名称に含まれる「アンダーソン」も「毛利」も「ラビノウィッツ」も、こうした準会員のパートナーであった米国弁護士の名前である。準会員により設立された同事務所は日本人弁護士を雇い入れて業務範囲を拡大し、上記3人の米国弁護士パートナーが日本を去った後は、専ら日本の弁護士のみをパートナーとする法律事務所となった。
一方、友常木村法律事務所は、渉外証券・金融法務を専門とするいわゆるファイナンス・ブティックであり、1960年代に設立された当初から日本人弁護士のみによる渉外事務所であった。
企業法務、金融法務及び争訟のほか、私的独占の禁止及び公正取引の確保に関する法律（独占禁止法）や労働法、さらにはアジア関連業務を取り扱う。
東京都千代田区に所在する法律事務所であるが、近年はアジア各地および国内の地方に新たな拠点を設けてそれぞれの地域に進出している。

## 主要案件
- 米リップルウッド・ホールディングスによる旧・日本長期信用銀行（現・新生銀行）買収（リップルウッドを代理）
- 英ボーダフォンによる日本テレコム（後にソフトバンクテレコム）株式の売却（ボーダフォンを代理）
- スティール・パートナーズ対ブルドックソース株主総会決議禁止等仮処分命令申立事件（スティール・パートナーズを代理）

## 沿革
- 1952年（昭和27年） - ジェームス・ビュウェル・アンダーソン（James B. Anderson）、準会員登録のうえ、O'gorman, Nattier & Andersonを設立。
- 1955年（昭和30年） - アーサー・一雄・毛利（Arthur Kazuo Mōri）が準会員登録。
- 1957年（昭和32年） - 妹尾晃及びアーサー・一雄・毛利、Shenoh & Mōriを設立。
- 1958年（昭和33年） - O'gorman, Nattier & Andersonへのリチャード・W・ラビノウィッツ（Richard W. Rabinowitz）の参加。
- 1961年（昭和36年） - O'gorman, Nattier & AndersonとShenoh & Mōriが統合し、アンダーソン・ナティア・モーリ・ラビノウィッツ法律事務所（Anderson, Nattier, Mōri & Rabinowitz）に改称。
- 1962年（昭和37年） - 赤坂旧3Mビルディングに移転。
- 1963年（昭和38年） - アンダーソン・毛利・ラビノウィッツ法律事務所（Anderson Mōri & Rabinowitz）に改称。
- 1965年（昭和40年）10月 - 提携関係にあった妹尾晃（妹尾法律事務所）との間で事実上両属状態にあったアソシエイト弁護士を分割。
- 1974年（昭和49年） - 全共連ビル（平河町）から、AIG大手町ビル（AIUビル）（丸の内）に移転。
- 1991年（平成3年） - ラビノウィッツの退所に伴いアンダーソン・毛利法律事務所（Anderson & Mōri）に改称。
- 1994年（平成6年） - 長安弘志、立石則文及び外国法事務弁護士のジェフリー・P・クレメント(Jeffrey P. Clemente) が独立して東西総合法律事務所を設立。
- 1998年（平成10年） - 北京オフィスを開設。
- 2002年（平成14年）
  - 7月15日 - 東京オフィスをAIG大手町ビル（AIUビル）から、泉ガーデンタワー（六本木）に移転[3]。
- 2005年（平成17年）1月 - 友常木村法律事務所を統合してアンダーソン・毛利・友常法律事務所に改称。
- 2013年（平成25年）
  - 7月17日 - 東京オフィスを泉ガーデンタワーから、赤坂Kタワー（元赤坂）に移転[4]。
  - 9月 - 上海オフィス（日本安徳森・毛利・友常律師事務所駐上海代表処）を開設。弁護士法人アンダーソン・毛利・友常法律事務所を設立し、その従事務所として名古屋オフィスを開設。
  - 11月 - シンガポールオフィス（Anderson Mori & Tomotsune (Singapore) LLP）を開設。
- 2015年（平成27年）4月 - ビンガム・坂井・三村・相澤法律事務所（外国法共同事業）の主力弁護士と経営統合。
- 2016年（平成28年） - バンコクオフィスを開設。
- 2017年（平成29年） - 大阪オフィスを開設。
- 2018年（平成30年）5月7日 - 東京オフィスを赤坂Kタワーから、大手町パークビルディング（大手町）に移転[5]。
- 2019年（令和元年）12月 - 香港Nakamura & Associates開設
- 2020年（令和2年） - ジャカルタH & A Partners開設、シンガポールDOP Law Corporation と提携

友常木村法律事務所
- 1967年（昭和42年）1月 - 西村利郎及び小松雄介、千代田区永田町の山王グランドビルディングに西村小松法律事務所を設立。
- 1969年（昭和44年） - 西村小松法律事務所、西村小松友常法律事務所に改称（友常信之に由来）。
- 1978年（昭和53年）9月 - 西村小松友常法律事務所、西村眞田法律事務所（霞が関ビルディング）と小松友常法律事務所（山王グランドビルディング）に分裂。
- 1986年（昭和61年）10月 - 小松友常法律事務所、小松綜合法律事務所（後の小松・狛・西川法律事務所）と友常木村見富法律事務所に分裂。
- 2001年（平成13年）
  - 4月 - 友常木村見富法律事務所、見富冬男の分離に伴い友常木村法律事務所に改称。
  - 10月 - 小松・狛・西川法律事務所の分裂に伴い、小松雄介が友常木村法律事務所の顧問に。

## 主な所属弁護士
パートナー
- 川村明 - IBA会長
- 石田英遠
- 古田啓昌
- 池永朝昭 - 『Attorney's MAGAZINE（旧ロイヤーズマガジン）』（2010年5月号）　新時代のWorkFront 開拓者たち-その先へ-
- 沢崎敦一

顧問
- 河合伸一 - 元・最高裁判事
- 森清圀生 - 元・通商産業省通商政策局次長
- 阪田雅裕 - 元・内閣法制局長官
- 櫻田嘉章 - 京都大学名誉教授、甲南大学教授
- 加藤新太郎 - 元・東京高等裁判所部総括判事
- 門口正人 - 元・名古屋高等裁判所長官
- 一條實昭 - 元・パートナー

客員弁護士
- 加藤雅信 - 名古屋大学名誉教授、名古屋学院大学教授
- 小松雄介

過去
- ジェームス・ビュウェル・アンダーソン - パートナー
- アーサー・一雄・毛利 - パートナー
- リチャード・W・ラビノウィッツ - パートナー、東西総合法律事務所顧問
- 小林秀之 - 顧問、一橋大学教授、ブレークモア法律事務所パートナー
- 濱田邦夫 - 名目パートナー、元・最高裁判事、日比谷パーク法律事務所客員弁護士
- 西川知雄 - パートナー、元・衆議院議員、西川シドリー・オースティン法律事務所・外国法共同事業代表パートナー
- 牛島信 - 牛島総合法律事務所パートナー
- 江尻隆 - 西村あさひ法律事務所パートナー
- 横粂勝仁 - アソシエイト、元・「あいのり」メンバー、衆議院議員
- 元榮太一郎 - 弁護士ドットコム創始者、参議院議員
- 矢倉克夫 - 参議院議員